# Tetricus II
Caius Pius Esuvius Tetricus (även känd som Gaius Pius Esuvius Tetricus men främst känd som Tetricus II) var Tetricus I:s son och en romersk kejsare som härskade i Gallien år 270-274.
År 273 blev han upphöjd till Caesar, med titeln princeps iuventutis och i januari 274 började han regera som konsul av Romerska kejsardömet i Augusta Treverorum (nuvarande Trier) tillsammans med sin far.
Efter att hans far blivit besegrad i närheten av Châlons-en-Champagne och avsatt under hösten 274 medverkar de båda som fångar i Aurelianus triumftåg. Enligt Eutropius skonade dock kejsaren deras liv. Enligt Aurelius Victor fick han även behålla sin rang som senator.